# Пиц Ела
Пиц Ела (Piz Ela) е връх на странично било на хребета Албула в Ретийските Алпи. Височина 3339 м. Издига се над курортното градче Бергюн (Швейцария, кантон Граубюнден), разположено на река Албула, а от другата страна е Савонин на река Юлия. Той увенчава масив от три забележителни върха, които от югоизток имат отвесни стени, подходящи за алпинизъм: Пиц Ела, Тинценхорн и Пиц Митгел. Пиц Ела има форма на огромен купол със собствена височина 500 м, обиколен от остри ръбове. Изграден е от доломити и в това отношение е вторият по височина (след Мармолада) доломитов връх в Алпите. Поради голямата изолираност от други високи планини, той предлага изключителни гледки към Бернските Алпи (Айгер, Мьонх, Финтераархорн, Алечхорн) и към Пенинските Алпи, които отстоят на около 150 км.
Изкачен е за първи път от британците Алекс Флъри, Питър Джени и Джордж Джени на 17 юли 1865 г.